# 哈尔科夫电视塔

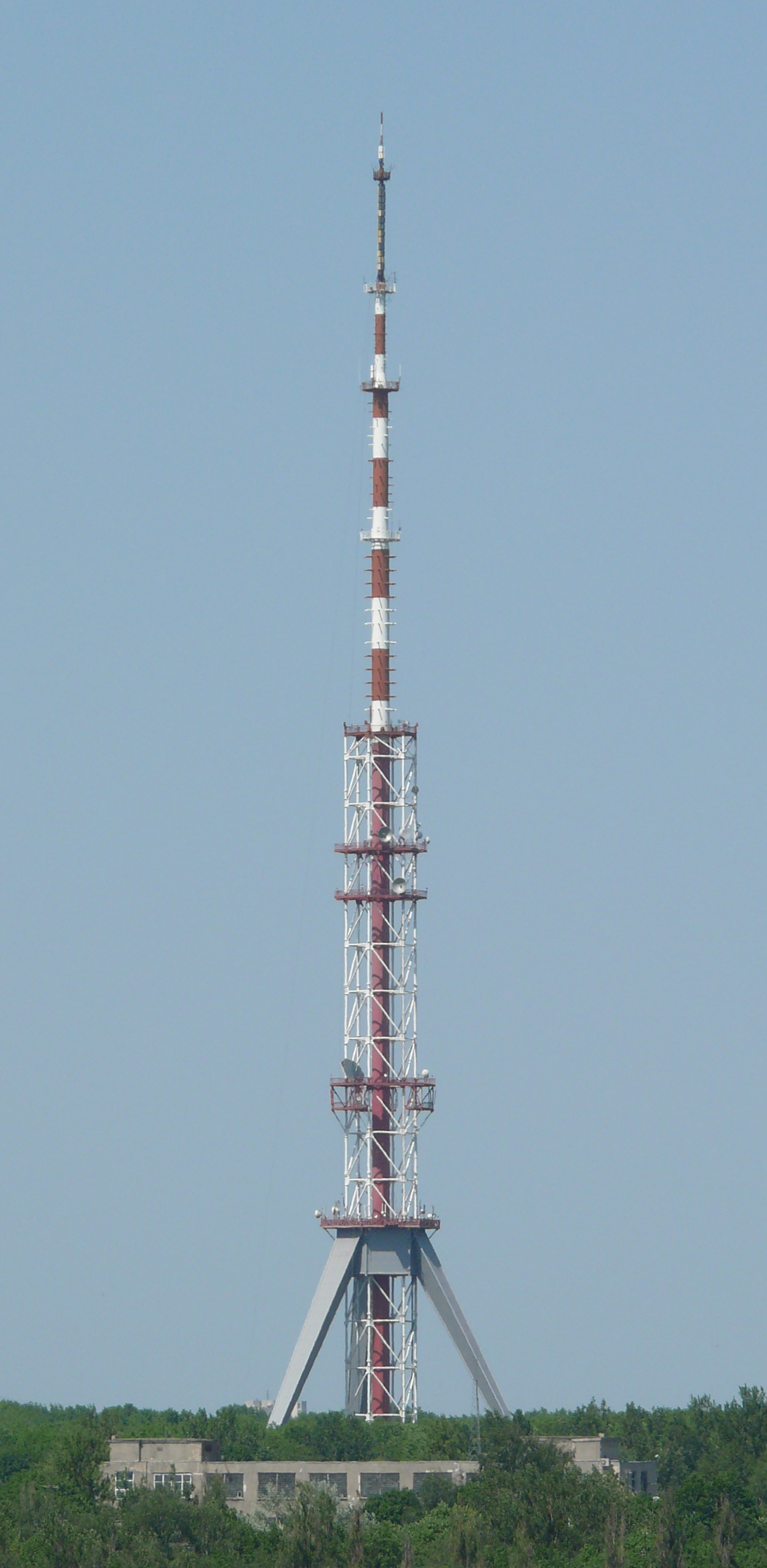
哈尔科夫电视塔

哈尔科夫电视塔（羅馬化：Kharkivska telavezha）是位于乌克兰東北部城市哈爾科夫的一個電波塔，高240.7（790英尺）。哈尔科夫电视塔是該市最高的建筑，截至2024年4月，該塔也是乌克兰第五高的电视塔。
2022年3月6日，當時正值2022年哈尔科夫战役期間，一架俄罗斯苏-34战斗机向哈爾科夫发射了八枚FAB-500炸弹，這些炸彈击中了哈尔科夫电视塔，导致哈尔科夫电视塔部分受損。不久这架战斗机就被乌克兰武装部队击落。飞行员馬克西姆·克里什托普弹射逃生，之後被乌克兰国民警卫队逮捕。一年后，該飞行员被乌克兰方面判处12年监禁。
2024年4月22日，哈尔科夫电视塔的上半部分被俄罗斯發射的Kh-59巡航导弹摧毁。